# 3D彼女
『3D彼女』（リアルガール）は、那波マオによる日本の漫画作品。『デザート』（講談社）にて2011年9月号から2016年7月号まで連載された。単行本はKCデザートから全12巻が刊行された。累計発行部数は紙媒体と電子媒体を合わせて2019年2月時点で150万部を突破している。
『3D彼女 リアルガール』（スリーディーかのじょ リアルガール）のタイトルでテレビアニメ化、実写映画化されている。
恋愛物といえば、男女が紆余曲折を経て結ばれるのが王道であるが、当作品は早期に恋人関係が成立し、愛を深めていくのが特徴になっている。また、少女漫画のカテゴリーではあるが、男主人公且つ男目線で描かれている。

## あらすじ
アニメやゲームが好きな高校3年生の筒井光は、男癖と女受けの悪さで有名な五十嵐色葉から交際を申し込まれる。葛藤の末に付き合うことにした筒井は、色葉が転校するまでの半年間、対人関係の変化や現実の荒波に直面しながらも色葉との仲を深めていく。

## 登場人物
声の項はテレビアニメの声優、演の項は実写映画の俳優。

### 主要人物
五十嵐 色葉（いがらし いろは）
声 - 芹澤優 / 演 - 中条あやみ
本作のヒロイン。彼氏が次々出来るほどの美少女だが、同性からの評判は悪く、友人はいない。
筒井とは遅刻した罰として一緒にプール掃除を課せられた際に面識をもち、伊東や痴情のもつれに巻き込まれた自分を庇ったことから興味を抱き、転校するまでの半年間限定で交際を開始。頭部に疾患があり、手術のため海外へ行く期日が迫りくるなかで、次第に筒井の不器用ながらも真っ直ぐな面に惹かれていき、真剣に交際するようになる。
筒井に対しては一途で、色葉が筒井を見限るというよりは、筒井の鈍感さに不安をこじらせて爆発するケースが多い。
筒井 光（つつい ひかり）
声 - 上西哲平 / 演 - 佐野勇斗
本作の主人公。高校3年生。色葉や中学校の知人からは「つっつん」と呼ばれる。アニメやゲームを好むおたくであり、現実では家族や趣味を共有する伊東を除いて、異性や他人と関わることを苦手としていた。このため空気が読めず、良かれと思った行動が裏目に出てしまうことが多い。小学校から高校まで、オタクであることから周囲に自己を否定され続けていたため、自分に自信がないのが欠点である反面、いぢめ慣れしているので多少のことでは動じない。
当初は色葉のことを自分と対照的な派手な女として見ていたが、交際を始めると自分を色眼鏡で見ずに向き合ってくれる色葉を本気で好きになり、同時に石野や綾戸、高梨を始めとする周囲の人間と交友関係を構築するなど人間的にも成長していく。
世間的には冴えないおたくという評価であり、従って色葉の相手には不釣り合いと見られている。付き合ってみなければ筒井の良さが理解できないため、それが高梨や千夏といった外見偏差値の高い面々から攻撃を受ける要因になっていた。
伊東 悠人（いとう ゆうと）
声 - 蒼井翔太 / 演 - ゆうたろう
筒井の友人。筒井同様オタクであり、常時猫耳をつけているのが特徴。筒井の良き理解者として色葉との交際を後押しし、その後も助言をするなど彼をサポートする。当初は現実での恋愛に関心がなかったが、筒井を介して知り合った綾戸に好意を抱き、一度は断られ失恋するが、紆余曲折をえて恋愛関係に発展する。なお、筒井も含めて大概が伊東呼ばわりで、フルネームが明かされるのは相当、後のことになる。
石野 ありさ（いしの ありさ）
声 - 津田美波 / 演 - 恒松祐里
筒井と伊東のクラスメイト。筒井に恋愛相談をされたのを機に彼や色葉、伊東と友達になり、彼らの恋愛模様にアドバイスをするようになる。シュン（声 - 岸尾だいすけ）という同級生と付き合っていたが、金づるにしか見られておらず、破局。その後は高梨に何度もあしらわれながらもアプローチを続け、付き合うこととなる。
綾戸 純恵（あやど すみえ）
声 - 上田麗奈 / 演 - 上白石萌歌
筒井たちの2つ下の学年の女子。園芸部所属。アニメが好きで、筒井が落としたアニメ雑誌を拾ったことで彼と知り合い、共通の趣味をもつ友人関係となる。そうして筒井を慕うようになり告白するが、色葉に対する筒井の想いを聞いて失恋。その後、伊東に告白され、恋愛することに戸惑いを覚えるが、石野の後押しもあり付き合うことになる。おたくであることから、クラスから孤立している。筒井と同様に対人能力が難があり、それ故に無神経な行動をとってしまった事もあった。
高梨 ミツヤ（たかなし ミツヤ）
声 - 寺島拓篤 / 演 - 清水尋也
筒井の同級生。プライドが高く高圧的な振る舞いが目立つが、妹を溺愛し、母子家庭を支えるために大学を目指すなど家族思いな一面ももつ。
色葉への好意から筒井にロリコン疑惑を被せて周囲から孤立させるものの、孤立慣れしている筒井は全く動じず、かえって気遣われるほどだった。その企みも、色葉にばれたことで失敗に終わり、冤罪をかけたのが引け目になってしまって、図らずも筒井たちと交友をもつようになる。

### 主要人物たちの関係者
筒井 紀江（つつい きえ）
声 - 橘U子 / 演 - 濱田マリ
筒井の母。明朗でオープンな性格。20年前は美人で多くの恋愛を経験してきたが、充の一途さに胸を打たれて結婚した。実家は北海道長万部にあり、離婚危機の時は息子を連れて実家に帰る可能性もあった。
筒井 薫（つつい かおる）
声 - 青木志貴 / 演 - 荒木飛羽
筒井の弟。小学生。兄とは対照的にミツヤの妹と付き合うなど積極的で、毒舌家。
筒井 充（つつい みつる）
声 - 堀内賢雄 / 演 - 竹内力
筒井の父。接着剤の研究をしている。光同様、内向的な性格だが、愛妻家で家族を第一に考えている。疑いをかけられても、説得が無理だと判するや否や、あっさりと弁明を諦めてしまうあたりは光に似ている。高血圧を患っている。
高梨 あんず（たかなし あんず）
声 - 小岩井ことり
ミツヤの妹。迷子になった所に筒井と出会うが、兄に言われるままに声を上げたため筒井のロリコン未遂容疑の原因を作ってしまう。同級生の薫が筒井の弟だと知り、後悔のため高校に来たことにより色葉が真相を知るきっかけとなる。
五十嵐 千夏（いがらし ちか）
声 - 小林裕介
色葉の義弟。美形で留学生であり、英語に堪能。幼いころから色葉を好いており、頼りなく見える筒井に良い思いを抱いていない。
実写版では未登場。

### その他
えぞみち
声 - 神田沙也加（アニメ版・実写映画版）
筒井が好きなテレビアニメ『魔法少女 えぞみち』のヒロイン。語尾に「べさ」を付けるのが特徴。劇中では筒井の妄想として登場、筒井が悩んだ時に現れて、間違いを指摘したり、決断を後押しするのが主な役目。
間淵 慎吾（まぶち しんご）
声 - 間島淳司 / 演 - 三浦貴大
色葉の主治医。名前は実写映画のみ設定されている。世間的にはエリートな人物で、筒井が交際初期の頃に、色葉と間淵が一緒に歩いているところを目撃した時には乗り換えられたとショックを受けていた。
河野
声 - 優希知冴
筒井充の部下で、浮気相手だとみられていた女性。
篠崎
IT企業に就職した筒井の同僚。筒井に告白するもフラれる。

## 書誌情報
- 那波マオ 『3D彼女』 講談社〈KCデザート〉、全12巻
  1. 2011年12月13日発売[講談 1]、ISBN 978-4-06-365675-6
  2. 2012年5月11日発売[講談 2]、ISBN 978-4-06-365692-3
  3. 2012年9月13日発売[講談 3]、ISBN 978-4-06-365705-0
  4. 2013年2月13日発売[講談 4]、ISBN 978-4-06-365720-3
  5. 2013年7月12日発売[講談 5]、ISBN 978-4-06-365736-4
  6. 2013年12月13日発売[講談 6]、ISBN 978-4-06-365751-7
  7. 2014年5月13日発売[講談 7]、ISBN 978-4-06-365769-2
  8. 2014年10月10日発売[講談 8]、ISBN 978-4-06-365787-6
  9. 2015年3月13日発売[講談 9]、ISBN 978-4-06-365807-1
  10. 2015年9月11日発売[講談 10]、ISBN 978-4-06-365830-9
  11. 2016年2月12日発売[講談 11]、ISBN 978-4-06-365853-8
  12. 2016年8月12日発売[講談 12]、ISBN 978-4-06-365874-3

- 那波マオ『3D彼女 新装版』 講談社〈KCデザート〉、全13巻（紙書籍12巻+電子書籍1巻）
  1. 2017年8月10日発売[講談 13]、ISBN 978-4-06-365924-5
  2. 2017年8月10日発売[講談 14]、ISBN 978-4-06-365925-2
  3. 2017年8月10日発売[講談 15]、ISBN 978-4-06-365926-9
  4. 2017年9月13日発売[講談 16]、ISBN 978-4-06-365927-6
  5. 2017年9月13日発売[講談 17]、ISBN 978-4-06-365928-3
  6. 2017年9月13日発売[講談 18]、ISBN 978-4-06-365929-0
  7. 2017年10月12日発売[講談 19]、ISBN 978-4-06-365934-4
  8. 2017年10月12日発売[講談 20]、ISBN 978-4-06-365935-1
  9. 2017年10月12日発売[講談 21]、ISBN 978-4-06-365936-8
  10. 2017年11月13日発売[講談 22]、ISBN 978-4-06-510422-4
  11. 2017年11月13日発売[講談 23]、ISBN 978-4-06-510423-1
  12. 2017年11月13日発売[講談 24]、ISBN 978-4-06-510421-7
  13. 2019年2月26日発売、電子書籍 限定番外編[講談 25]
    - 『デザート』（講談社）2018年5月号に掲載された番外編[9]収録。

## テレビアニメ
日本テレビの深夜アニメ枠『AnichU』ほかにて、2018年4月から6月まで第1シーズンが放送され、2019年1月から3月まで第2シーズンが放送された。

### スタッフ
- 原作 - 那波マオ[4]
- 監督 - 直谷たかし[4]
- 副監督 - 浅見松雄
- シリーズ構成 - 赤尾でこ[4]
- キャラクターデザイン - 栗田聡美[4]
- プロップデザイン - 露﨑藍
- 美術監督 - 松宮正純
- 美術設定・美術ボード - 小崎弘貴
- 色彩設計 - 長澤諒司
- 撮影監督 - 久野充博
- 編集 - 長谷川舞
- 音響監督 - 伊藤巧
- 音響効果 - 白石唯果
- 音響制作 - HALF H・P STUDIO
- 音楽 - Akiyoshi Yasuda
- 音楽プロデューサー - 千石一成、髙谷楓（第1シーズン）、堀田卓也（第2シーズン）、踊賢二郎（第2シーズン）
- プロデューサー - 桐本篤、稲毛弘之（第1シーズン）、吉尾宗太、松村俊輔、八木元、田丸景子（第1シーズン）、松田大洋（第2シーズン）
- アニメーションプロデューサー - 植田慎也
- アニメーション制作 - フッズエンタテインメント[4]
- 製作著作 - アニメ「3D彼女 リアルガール」製作委員会（日本テレビ、バップ、DeNA、D.N.ドリームパートナーズ、ドコモ・アニメストア）

### 主題歌
オープニングテーマ
「だいじなこと」（第1話 - 第12話、第24話）
作詞・作曲 - 岸田繁 / 編曲・歌 - くるり
第24話ではエンディングテーマとして使用された
「二人なら」（第13話 - 第24話）
作詞 - アイナ・ジ・エンド / 作曲 - 松隈ケンタ / 編曲 - SCRAMBLES / 歌 - BiSH

エンディングテーマ
「HiDE the BLUE」（第1話 - 第12話）
作詞 - bear mints boyz / 作曲 - 松隈ケンタ / 編曲 - SCRAMBLES / 歌 - BiSH
「破顔」（第13話 - 第23話）
作詞・作曲 - 山内総一郎 / 編曲・歌 - フジファブリック

### 各話リスト
| 話数        | サブタイトル                                           | 脚本        | 絵コンテ    | 演出        | 作画監督                                                                            | 総作画監督                            |
| 第1シーズン | 第1シーズン                                            | 第1シーズン | 第1シーズン | 第1シーズン | 第1シーズン                                                                         | 第1シーズン                           |
| ----------- | ------------------------------------------------------ | ----------- | ----------- | ----------- | ----------------------------------------------------------------------------------- | ------------------------------------- |
| episode☆1   | オレがあいつと出会ってしまった件について。             | 赤尾でこ    | 直谷たかし  | 直谷たかし  | 青野厚司                                                                            | 安田祥子                              |
| episode☆2   | オレの貞操がピンチになった件について。                 | 赤尾でこ    | 寺東克巳    | 浅見松雄    | 大塚八愛、関口雅浩 扇多恵子                                                         | 栗田聡美 鈴木理彩                     |
| episode☆3   | オレとリア充が色々こじらせた件について。               | 福田裕子    | 名村英敏    | 水本葉月    | 山村俊了、赤尾良太郎 森悦史、中島美子                                               | 安田祥子                              |
| episode☆4   | オレの暗黒期の件について。                             | 冨田頼子    | 西田正義    | 藤本義孝    | 飯塚葉子、野崎麗子 木下由美子、山村俊了                                             | 栗田聡美 桜井正明                     |
| episode☆5   | オレが夏の思い出を作ろうとした件について。             | 冨田頼子    | 西田正義    | 浅見松雄    | 青野厚司、服部益美 飯飼一幸、関口雅浩                                               | 安田祥子                              |
| episode☆6   | オレの謝り方の件について。                             | 赤尾でこ    | ABOUT17     | 佐々木純人  | 桜井このみ、Lee Jio Lee Juhyeon、Seo Seunghye                                       | 栗田聡美                              |
| episode☆7   | オレと二人の女子の件について。                         | 福田裕子    | 山内重保    | 浅見松雄    | 大塚八愛、関口雅浩 中林蘭子、扇多恵子                                               | 安田祥子 栗田聡美 小美戸幸代          |
| episode☆8   | オレにはキャンプがハイレベルイベントだった件について。 | 冨田頼子    | 西田正義    | 好野良尚    | 青野厚司、服部益美 大塚八愛、関口雅浩 扇多恵子、飯塚葉子                            | 栗田聡美 桜井正明 小美戸幸代          |
| episode☆9   | オレたちのすれ違いの件について。                       | 福田裕子    | 西田正義    | 浅見松雄    | 飯飼一幸、中島美子 斎藤香織、菊池一真 関口雅浩                                      | 安田祥子 桜井正明 小美戸幸代          |
| episode☆10  | オレの告白の件について。                               | 赤尾でこ    | 西田正義    | 浅見松雄    | 大塚八愛、関口雅浩 扇多恵子                                                         | 栗田聡美 桜井正明 小美戸幸代          |
| episode☆11  | オレが気になる親友の恋の件について。                   | 赤尾でこ    | 寺東克己    | 佐々木純人  | 飯飼一幸、関口雅浩 扇多恵子、青野厚司 石本英治                                      | 安田祥子 桜井正明 小美戸幸代          |
| episode☆12  | オレとあいつの恋のかたちの件について。                 | 赤尾でこ    | 直谷たかし  | 浅見松雄    | 青野厚司、山村俊了 服部益実、斎藤香織 菊池一真、優利動画                            | 栗田聡美 小美戸幸代                   |
| 第2シーズン |                                                        |             |             |             |                                                                                     |                                       |
| episode☆13  | オレたちがリア充に片足つっこみつつある件について。     | 赤尾でこ    | 西田正義    | 浅見松雄    | 青野厚司、関口雅浩                                                                  | 安田祥子                              |
| episode☆14  | 文化祭における重要な役割の件について。                 | 冨田頼子    | 西田正義    | 浅見松雄    | 飯飼一幸、菊池一真                                                                  | 栗田聡美                              |
| episode☆15  | オレの家族にまつわる予想外な危機の件について。         | 福田裕子    | 西田正義    | 佐々木純人  | 青野厚司、大塚八愛 扇多恵子、関口雅浩                                               | 安田祥子                              |
| episode☆16  | オレの両親の恋愛秘話の件について。                     | 福田裕子    | 直谷たかし  | 浅見松雄    | 飯飼一幸、関口雅浩                                                                  | 栗田聡美                              |
| episode☆17  | 綾戸さんの新たなる悩みの件について。                   | 冨田頼子    | 西田正義    | 三好なお    | はっとりますみ、千葉啓太郎 中島美子、菊地一真                                       | 安田祥子 桜井正明 小美戸幸代          |
| episode☆18  | オレの女友達・石野さんの恋の件について。               | 赤尾でこ    | 西田正義    | 浅見松雄    | 扇多恵子、関口雅浩 小美戸幸代                                                       | 栗田聡美                              |
| episode☆19  | オレを悩ませる彼女からのお誘いの件について。           | 福田裕子    | 水本葉月    | 浅見松雄    | 青野厚司、飯飼一幸 大塚八愛、中林蘭子 山崎千絵、小美戸幸代                          | 安田祥子                              |
| episode☆20  | オレの友だちかもしれない奴がくっついた件について。     | 冨田頼子    | 直谷たかし  | 浅見松雄    | はっとりますみ、関口雅浩 小美戸幸代                                                 | 栗田聡美                              |
| episode☆21  | オレの高校生活の悔いなき選択の件について。             | 福田裕子    | 西田正義    | 植田千湖    | 中島美子、山崎千絵 飯飼一幸、関口雅浩 扇多恵子、中林蘭子 Jang Hee kyu、Lim Keun soo | 安田祥子 桜井正明 小美戸幸代          |
| episode☆22  | オレが生命の神秘を考える件について。                   | 赤尾でこ    | 佐々木純人  | 佐々木純人  | 桜井このみ、扇多恵子 中林蘭子                                                       | 栗田聡美 小美戸幸代                   |
| episode☆23  | オレとあいつの最後の約束の件について。                 | 赤尾でこ    | 西田正義    | 三好なお    | 大塚八愛、青野厚司 扇多恵子、中林蘭子 関口雅浩                                      | 栗田聡美 安田祥子 小美戸幸代 桜井正明 |
| episode☆24  | オレとあいつの未来の件について。                       | 赤尾でこ    | 直谷たかし  | 浅見松雄    | 栗田聡美                                                                            | -                                     |

### 放送局
| 放送期間                | 放送時間                     | 放送局       | 対象地域   | 備考                        |
| ----------------------- | ---------------------------- | ------------ | ---------- | --------------------------- |
| 2018年4月4日 - 6月20日  | 水曜 1:59 - 2:29（火曜深夜） | 日本テレビ   | 関東広域圏 | 製作参加 / 『AnichU』後半枠 |
| 2018年4月14日 - 6月30日 | 土曜 1:56 - 2:26（金曜深夜） | 青森放送     | 青森県     |                             |
|                         | 土曜 1:59 - 2:29（金曜深夜） | ミヤギテレビ | 宮城県     |                             |
| 2018年5月8日 - 7月24日  | 火曜 2:04 - 2:34（月曜深夜） | 福岡放送     | 福岡県     |                             |
| 2018年5月11日 - 7月27日 | 金曜 14:30 - 15:00           | 日テレプラス | 日本全域   | CS放送                      |
| 2020年8月21日 -         | 金曜 1:49 - 2:19（木曜深夜） | テレビ信州   | 長野県     |                             |

| 配信期間                | 配信時間           | 配信サイト |
| ----------------------- | ------------------ | --- |
| 2018年4月4日 - 6月20日  | 水曜 0:00 更新     | 日テレオンデマンド |
|                         | 水曜 12:00 更新    | dアニメストア Hulu |
| 2018年4月5日 - 6月21日  | 木曜 23:00 - 23:30 | ニコニコ生放送 |
|                         | 木曜 更新          | dTV U-NEXT アニメ放題 GYAO!ストア Rakuten TV J:COMオンデマンド ビデオパス みるプラス ひかりTV TSUTAYA TV ビデオマーケット DMM.com HAPPY!動画 Amazonプライム・ビデオ Google Play ムービーフルPlus |
| 2018年4月6日 - 6月22日  | 金曜 更新          | ニコニコ動画 |
| 2018年4月12日 - 6月28日 | 木曜 更新          | バンダイチャンネル |

| 放送期間               | 放送時間                     | 放送局       | 対象地域   | 備考                        |
| ---------------------- | ---------------------------- | ------------ | ---------- | --------------------------- |
| 2019年1月9日 - 3月27日 | 水曜 1:59 - 2:29（火曜深夜） | 日本テレビ   | 関東広域圏 | 製作参加 / 『AnichU』後半枠 |
| 2019年1月18日 -        | 金曜 2:10 - 2:40（木曜深夜） | 福岡放送     | 福岡県     |                             |
| 2019年2月8日 -         | 金曜 1:30 - 2:00（木曜深夜） | 日テレプラス | 日本全域   |                             |

| 配信期間        | 配信時間        | 配信サイト |
| --------------- | --------------- | --- |
| 2019年1月9日 -  | 水曜 0:00 更新  | 日テレオンデマンド |
|                 | 水曜 12:00 更新 | dアニメストア Hulu |
| 2019年1月10日 - | 木曜 12:00 更新 | dTV U-NEXT アニメ放題 GYAO!ストア Rakuten TV ひかりTV バンダイチャンネル TSUTAYA TV ビデオマーケット DMM.com HAPPY!動画 Amazonプライム・ビデオ Google Play |
|                 | 木曜 更新       | ニコニコ生放送 |
| 2019年1月11日 - | 金曜 0:00 更新  | J:COMオンデマンド ビデオパス みるプラス |
|                 | 木曜 12:00 更新 | ニコニコ動画 |

### BD / DVD
| 巻 | 発売日        | 収録話          | 規格品番   | 規格品番   |
| 巻 | 発売日        | 収録話          | BD         | DVD        |
| -- | ------------- | --------------- | ---------- | ---------- |
| 1  | 2018年6月27日 | 第1話 - 第3話   | VPXY-71619 | VPBY-14718 |
| 2  | 2018年7月25日 | 第4話 - 第6話   | VPXY-71620 | VPBY-14719 |
| 3  | 2018年8月29日 | 第7話 - 第9話   | VPXY-71621 | VPBY-14720 |
| 4  | 2018年9月26日 | 第10話 - 第12話 | VPXY-71622 | VPBY-14721 |
| 5  | 2019年3月27日 | 第13話 - 第15話 | VPXY-71702 | VPBY-14819 |
| 6  | 2019年4月24日 | 第16話 - 第18話 | VPXY-71703 | VPBY-14820 |
| 7  | 2019年5月29日 | 第19話 - 第21話 | VPXY-71704 | VPBY-14821 |
| 8  | 2019年6月26日 | 第22話 - 第24話 | VPXY-71705 | VPBY-14822 |

### Web動画
伊東悠人がバーチャルYouTuberとして活動する動画が、2018年6月12日よりYouTubeのチャンネル『ゆうとの部屋 Yuto's Room』にアップロードされた。声およびモーションキャプチャーは、伊東役の蒼井翔太が務める。

### Webラジオ
五十嵐色葉役の芹澤優と筒井光役の上西哲平によるWebラジオ『3D彼女放送局』が2018年7月3日から12月25日までYouTubeにて毎週火曜18時に配信。
| 日本テレビ 『AnichU』後半枠                                      | 日本テレビ 『AnichU』後半枠                                                        | 日本テレビ 『AnichU』後半枠                    |
| 前番組                                                           | 番組名                                                                             | 次番組                                         |
| ---------------------------------------------------------------- | ---------------------------------------------------------------------------------- | ---------------------------------------------- |
| ちはやふる 秀歌撰 （2018年1月10日 - 3月28日） 【ここまで前半枠】 | 3D彼女 リアルガール（第1シーズン） （2018年4月4日 - 6月20日） 【本番組から後半枠】 | 中間管理録トネガワ （2018年7月4日 - 12月26日） |
| 中間管理録トネガワ （2018年7月4日 - 12月26日）                   | 3D彼女 リアルガール（第2シーズン） （2019年1月9日 - 3月27日）                      | HUNTER×HUNTER ※ 再放送（2019年4月3日 - ）      |

## 実写映画
中条あやみ、佐野勇斗主演で実写映画化。2018年9月14日に公開。
「魔法少女 えぞみち」は栗田聡美が描いたキャラクターのため、アニメーション作画合成で表現された。
2018年8月23日に松田朱夏による小説『小説 映画 3D彼女 リアルガール』が講談社KK文庫（講談社）から発売された。2019年2月13日に映画のBD・DVDが発売された。

### キャスト（実写映画）
各キャラクターは「登場人物」を参照。 
- 五十嵐色葉 - 中条あやみ
- 筒井光 - 佐野勇斗
- 高梨ミツヤ - 清水尋也
- 石野ありさ - 恒松祐里
- 綾戸純恵 - 上白石萌歌
- 伊東悠人 - ゆうたろう
- ミツヤの友人 - 櫻井圭佑、六車勇登
- ぶつかる生徒 - 塩﨑太智
- 女子生徒 - 野田美桜、竹田有美香
- 男子生徒 - 江田亮太郎、藤村悠大郎
- ありさの友達 - 矢部ユウナ、山本月乃、菅井知美
- 間淵慎吾 - 三浦貴大
- えぞみち（声） - 神田沙也加
- 老婆 - 菱沼つる子
- 男性教師 - 中谷竜
- 本屋の店員 - 梅舟惟永
- ニュースキャスター - 豊田順子（日本テレビアナウンサー）
- 筒井充 - 竹内力
- 筒井紀江 - 濱田マリ

### スタッフ（実写映画）
- 原作 - 那波マオ『3D彼女 リアルガール』（講談社「KCデザート」刊）
- 監督 - 英勉
- 脚本 - 高野水登、英勉
- 音楽 - 横山克
- 主題歌 - 西野カナ「Bedtime Story」（SMEレコーズ）
- 製作 - 今村司、池田宏之、永井聖士、井上肇、小林栄太朗、角田真敏、船越雅史、谷和男、吉川英作、田中祐介、山田克也、佐竹一美
- エグゼクティブプロデューサー - 伊藤響
- プロデューサー - 伊藤卓哉、宇田川寧
- 撮影 - 小松高志
- 美術 - 金勝浩一
- 照明 - 蒔苗友一郎
- 録音 - 加来昭彦
- 編集 - 相良直一郎
- 視覚効果 - 松本肇
- 装飾 - 三浦伸一
- 衣裳 - 浜井貴子
- ヘアメイク - 橋本申二、中麻衣子
- 振付 - 振付稼業air:man
- アニメーション監督 - 橋本満明
- キャラクターデザイン - 大滝那佳
- アニメーションプロデューサー - 水野健太郎
- 音楽プロデューサー - 千陽崇之
- 音響効果 - 柴崎憲治
- スクリプター - 川野恵美
- キャスティング - 梓菜穂子
- 助監督 - 村上秀晃
- 製作担当 - 村松大輔
- ラインプロデューサー - 田口雄介
- 配給 - ワーナー・ブラザース映画
- 制作プロダクション - ダブ
- 企画・製作幹事 - 日本テレビ放送網
- 製作 - 映画「3D彼女 リアルガール」製作委員会（日本テレビ放送網、ワーナー・ブラザース映画、電通、パルコ、テンカラット、講談社、バップ、読売テレビ放送、日本出版販売、GYAO、D.N.ドリームパートナーズ、ダブ、札幌テレビ放送、宮城テレビ放送、静岡第一テレビ、中京テレビ放送、広島テレビ放送、福岡放送）